# Nino Cerruti
Nino Cerruti (25 de septiembre de 1930 - 15 de enero de 2022) fue un empresario y estilista italiano, que fundó su propia casa de alta costura (Cerruti 1881) en 1967 en París. Dirigió el negocio familiar italiano Lanificio Fratelli Cerruti, que fue fundado en 1881 por su abuelo.

## Primeros años y carrera
Cerruti nació en Biella, Italia, el 25 de septiembre de 1930. Se convirtió en el jefe del negocio familiar dedicado a la confección de tejidos de lana, después de la prematura muerte de su padre. Su abuelo había fundado una fábrica textil en Biella en 1881 (Lanificio Fratelli Cerruti). Basándose en su experiencia en la producción de tejidos excelentes, Cerruti se aventuró en la producción de ropa a finales de la década de 1950. Su primera colección, Hitman, se presentó en 1957, y se consideró una revolución en la moda masculina de la época. De 1964 a 1970, Giorgio Armani, que más tarde fundó su imperio de moda homónimo en 1974, trabajó para Cerruti en Hitman. Finalmente, en 1967, se lanzó la línea de ropa masculina de Cerruti, a la que le seguiría una colección de ropa femenina un año después.
La primera boutique de la firma Cerruti se inauguró en 1967 en la plaza de la Madeleine de París, donde Cerruti trasladó la sede central de la empresa para estar más cerca de la capital internacional de la moda. La producción de tejidos bajo el nombre de "Lanificio Fratelli Cerruti" y la marca "Hitman" permanecieron en Italia. Cerruti, Lanificio Cerruti de Biella y Hitman, con sede en Corsico, formaron juntos "Fratelli Cerruti", el grupo de los hermanos Cerruti.
Con el paso de los años, la firma creada por Cerruti ha ofrecido ropa de mujer y de hombre, la colección Cerruti 1881, una colección de prêt-à-porter de lujo llamada Cerruti Arte, Cerruti Jeans, la colección de ropa para ejecutivos Cerruti Brothers  y Cerruti 1881 Shapes para el mercado asiático, así como fragancias y accesorios. Durante una reestructuración del negocio, las líneas de ropa se reagruparon bajo el nombre de Cerruti 1881. Cerruti es conocida por sus trajes de lana clásicos y por haber intentado siempre estar a la altura de los desafíos cotidianos a los que se enfrentaban sus propietarios.
En 1978, la casa Cerruti hizo su entrada en el mundo de las fragancias con Nino Cerruti pour Homme, a la que pronto seguirían Cerruti 1881 pour Homme en 1990 y Cerruti Image en 1998, entre otras fragancias.
En la década de 1980, Cerruti inició una colaboración con el cine. Desde Bonnie and Clyde, Pretty Woman hasta Instinto básico, la marca Cerruti diseñó ropa para actores como Michael Douglas, Jack Nicholson, Tom Hanks, Bruce Willis, Sharon Stone, Julia Roberts, Robert Redford, Harrison Ford, Al Pacino y Jean-Paul Belmondo. Hizo cameos en las siguientes películas de Hollywood: Holy Man (1998), Catwalk (1996) y Cannes Man (1996).

## Carrera posterior y jubilación
En 1994, Cerruti fue el diseñador oficial de la Scuderia Ferrari. En 1996, nombró a Narciso Rodríguez, ex diseñador de Anne Klein, Calvin Klein y TSE, como director creativo de Cerruti. Al año siguiente, reemplazó a Rodríguez por Peter Speliopoulos, diseñador de DKNY.
En octubre de 2000, Cerruti vendió el 51% de su empresa a Fin.Part, un grupo industrial italiano. Menos de un año después, el grupo compró el resto de la empresa mediante una opa hostil, y Nino Cerruti, de 71 años, abandonó la compañía alegando diferencias irreconciliables. "Había un conflicto de intereses perpetuo", dijo Cerruti más tarde. Por lo tanto, la colección Primavera Verano de 2002 marcó el final de la moda de Cerruti diseñada por el propio Nino Cerruti.

## Vestuario y películas de cine
Realizó el vestuario para estas películas:
- 2000: American Psycho - Christian Bale
- 1997: Air Force One - Harrison Ford
- 1997: Mejor imposible - Jack Nicholson
- 1994: Prêt-à-porter - Marcello Mastroianni
- 1993: Una propuesta indecente - Robert Redford
- 1993: Filadelfia - Tom Hanks
- 1992: Instinto básico - Michael Douglas
- 1991: El silencio de los corderos - Scott Glenn
- 1990: Pretty woman - Richard Gere
- 1987: Wall Street - Michael Douglas
- 1987: Atracción fatal - Michael Douglas
- 1987: Las brujas de Eastwick - Jack Nicholson
- 1985: La joya del Nilo - Michael Douglas

Se interpretó a sí mismo en las siguientes películas:
- Holy Man (1998)
- Catwalk (1995)
- Cannes Man (1996)

## Vida personal y muerte
Tras su retirada en 2000, Cerruti se concentró en el negocio familiar de la fábrica textil de su familia, Lanificio Fratelli Cerruti, que se encuentra en Biella. No cortó todos los lazos con la casa de moda y siempre asistió a los desfiles de la firma, sentado en primera fila.
Cerruti murió por complicaciones de una cirugía de cadera en Vercelli, el 15 de enero de 2022, a la edad de 91 años.

## Premios
| Año       | Premio                                                            |
| --------- | ----------------------------------------------------------------- |
| 1978      | Premio al vestido del año del Museo del Traje de Bath, Inglaterra |
| 1981      | Premio de la Semana de la Moda de Múnich                          |
| 1982 1988 | Premio Cutty Sark                                                 |
| 1986      | Premio Pitti Uomo, Italia                                         |